# GLQ (journal)
GLQ: A Journal of Lesbian and Gay Studies est une revue savante, évaluée par les pairs et publiée par Duke University Press. Elle a été cofondée par David M. Halperin et Carolyn Dinshaw au début des années 1990.
Selon sa mission, la revue cherche à « offrir des perspectives queers sur toutes les questions touchant le sexe et la sexualité ». Les rédactrices en chef actuelles sont Jennifer DeVere Brody, professeure de Theater and Performance Studies à l'université Stanford, et Marcia Ochoa, professeure agrégée d'études féministes à l'université de Californie à Santa Cruz.
Dans un article rétrospectif pour le numéro du vingt-cinquième anniversaire, le cofondateur Halperin a parlé de la fondation de la revue en ces termes :
« Comme toutes les bonnes idées que j'ai eues, l'idée de fonder GLQ ne vient pas de moi. Elle m'a été proposée au début de 1991 par Philip Rappaport, qui travaillait à l'époque comme rédacteur chez Gordon and Breach (en) et qui cherchait des moyens de rendre son travail plus intéressant - en particulier en tenant compte des travaux émergents dans le domaine des études sur les gais et lesbiennes. Philip m'a approché pour me parler de la possibilité de lancer une revue universitaire, et bien que j'aie trouvé l'idée formidable, je ne pensais pas pouvoir me lancer dans un projet aussi ambitieux. Mais j'ai mentionné la proposition de Philip, quelque temps plus tard, à Carolyn Dinshaw, que j'avais récemment rencontrée, et elle a exprimé un enthousiasme immédiat pour ce projet. Je lui ai dit que si elle était prête à le faire avec moi, j'accepterais volontiers la proposition. Elle a accepté. J'ai repris contact avec Philip. Le reste fait partie de l'histoire. »